# 바오안구

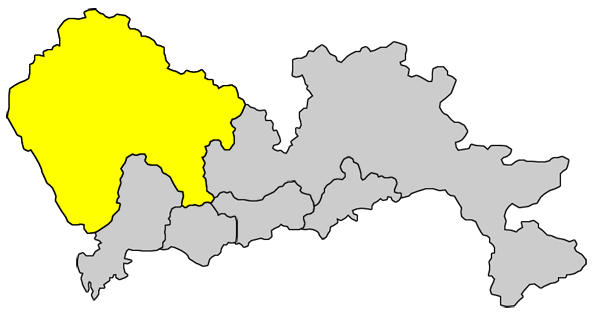
바오안구의 위치

바오안구(한국어: 보안구, 중국어 간체자: 寶安區, 정체자: 宝安区, 병음: Bǎo'ān Qū)는 중화인민공화국 광둥성 선전시의 7개 구 중 하나이다. 룽강구와 함께 경제특구 외곽에 위치한 세 개의 구 중 하나로 선전에서 가장 큰 구이기도 하다. 넓이는 392km2이고, 인구는 2007년 기준으로 430,000명이다.
선전 바오안 국제공항이 위치한 곳으로, 많은 전자산업 공장들이 있는 공업 중심지이다.

## 행정 구역
10개 가도를 관할한다.
- 가도: 新安街道、航城街道、西乡街道、松岗街道、沙井街道、福永街道、福海街道、新桥街道、燕罗街道和石岩街道

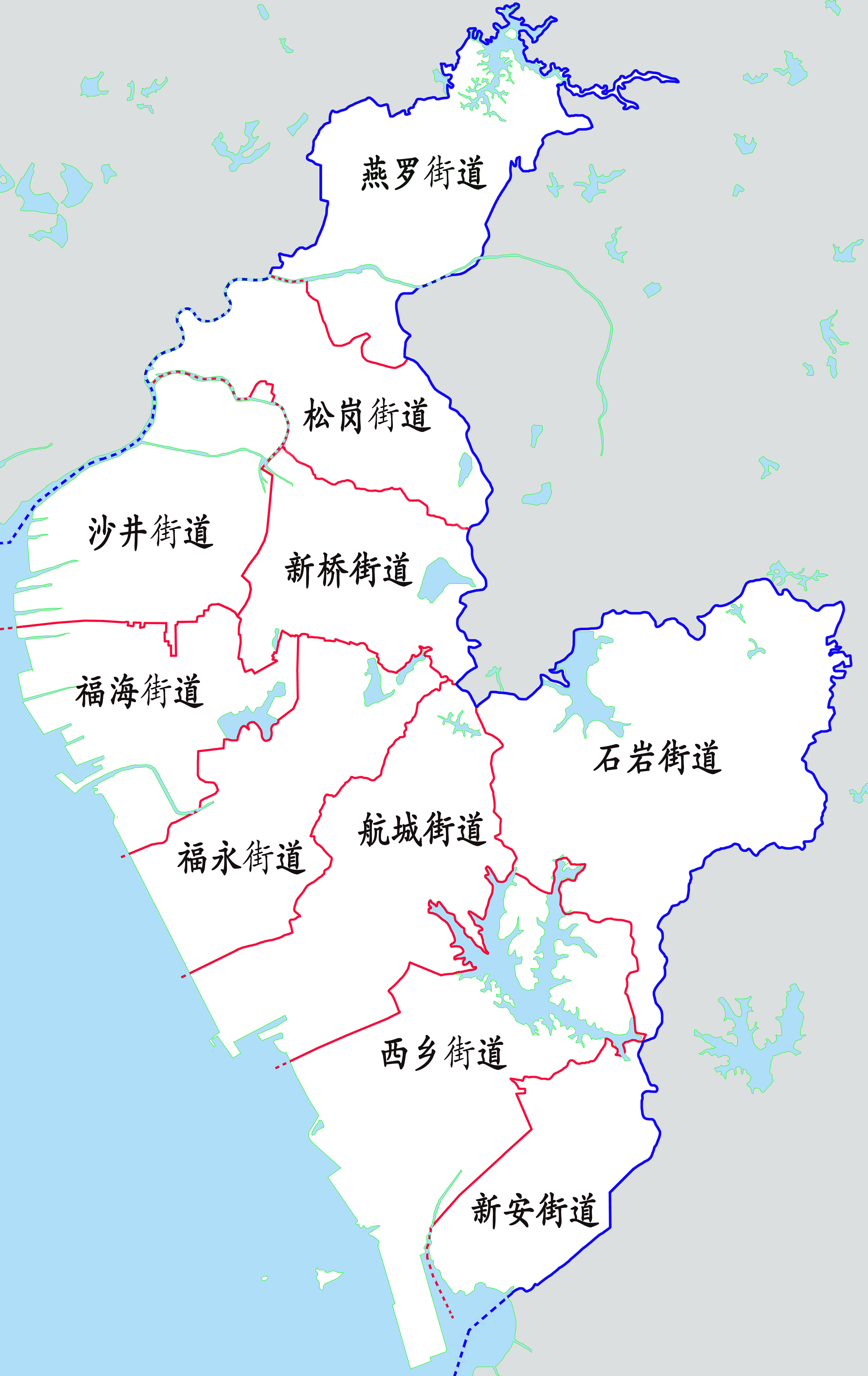
바오안구의 행정구역